# 十次小组

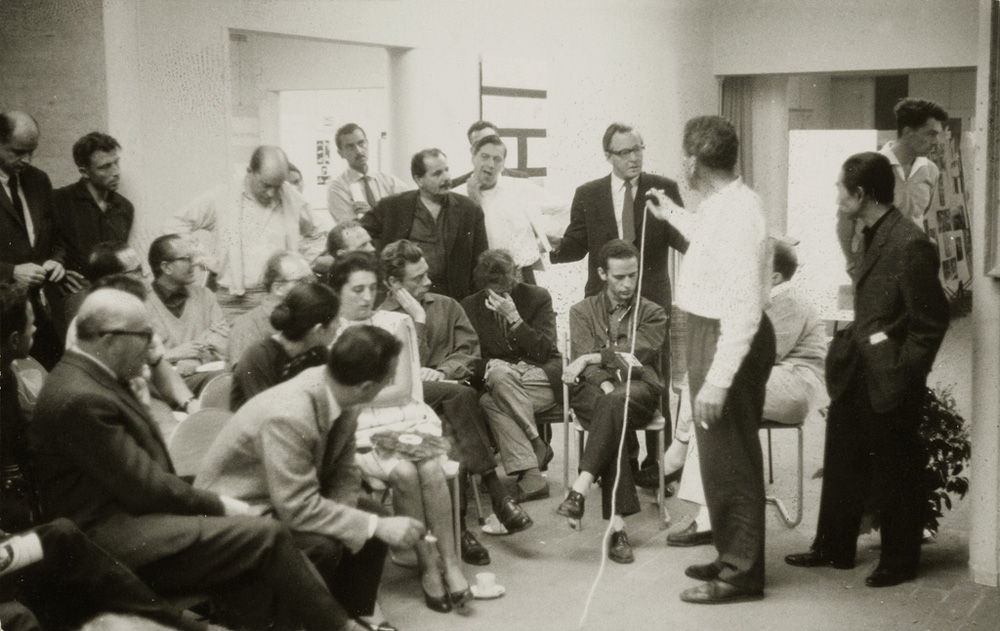
1959年CIAM奥特洛会议（也叫CIAM'59），由十次小组组织，共有43名与会者。会议地点：位于霍格-维鲁韦国家公园的克鲁勒-米勒博物馆。这场会议组织了CIAM的解散。

十次小组（英语：Team 10 或 Team X），是一个由建筑师和其他受邀参与者组成的团体。该组织因为在国际现代建筑协会第十次大会上公开倡导自己的主张，对过去的方向提出批评而得名。十次小组提倡以人为核心的城市设计思想：建筑与城市设计必须以人的行为方式为基础，其形态来自于生活本身的结构。

## 成员
1960年，该团体以“十次小组”的名义在法国塞兹河畔巴尼奥勒举行了第一次正式会议。最后一次正式会议于1981年在里斯本举行，只有四名成员出席。
十次小组的成员在不断变化中，但有一个核心小组积极组织了各种会议，其中包括艾莉森和彼得·史密森、雅普·巴科马、阿尔多·范艾克、乔治·坎迪利斯、沙得拉·伍兹和吉安卡洛·德卡洛。其他成员包括拉尔夫·厄斯金、丹尼尔·范·金克尔、潘乔·盖德斯、盖尔·格鲁、奥斯卡·汉森、雷玛·皮蒂拉、查尔斯·波洛尼、布莱恩·理查兹、杰里·索坦、奥斯瓦尔德·马蒂亚斯·昂格斯、约翰·沃克尔和斯特凡·韦尔卡。
他们称自己为“一个建筑师的家庭式团体，并且相互寻求帮助，因为每个人都能在合作中更加理解自己个人的工作”十次小组的理论框架主要通过教学和出版物传播，对20世纪后半叶欧洲和美国建筑思想的发展产生了深远的影响。
十次小组有两种不同的建筑思潮：英国队员的新野蛮主义（艾莉森和彼得·史密森）和荷兰队员的构成主义（阿尔多·范艾克和雅普·巴科马）。

## 历史
十次小组的核心团队在1928年成立的CIAM的平台上开会。他们的观点常常与CIAM提出的哲学相悖。1955年创始人勒·柯布西耶（Le Corbusier）退出CIAM后，CIAM于1959年解散，让位给了十次小组，该团队是关于野蛮主义、构成主义和相关城市规划的中央集权权威智囊团。

## 延伸閱讀
- Plunz, Richard (22 May 2017) City Riffs: Urbanism,Ecology,Place; Lars Muller publisher;English; ISBN 978-303-7785-003; (pages 91–96: Team 10 influence at U.S.Architecture Schools)
- Risselada, Max and van den Heuvel, Dirk  (eds), Team 10 1953–1981, In Search of A Utopia of the Present, Published by: NAi Publishers, Rotterdam 2005, ISBN 90-5662-471-7.
- Smithson, Alison, ed., Team 10 Primer, MIT Press, Boston, 1968, ISBN 0-289-79556-7
- Smithson, Alison, ed., Team 10 Meetings: 1953–1984, Delft/New York 1991
- Smithson, A. (ed.), The Emergence of Team 10 out of CIAM: Documents, London 1982
- Gunay, B., History of CIAM and Team 10, METU, journal of faculty of architecture 1988, no. 1, 23–44
- Pedret, A., CIAM and the Emergence of Team 10 Thinking, 1945–1959, PhD dissertation, MIT 2001
- Zardini, M., Dal Team X al Team x From Team X to Team x, Lotus international 1997, no. 95, 76–97
- Stanek, L. ed., Team 10 East. Revisionist Architecture in Real Existing Modernism (Warsaw: Museum of Modern Art/ Chicago: University of Chicago Press, 2014)